# Hugo von Rouen
Hugo von Rouen (* um 690; † 8. April 730 in Jumièges) ist ein Heiliger der katholischen Kirche. Er war der zweite Sohn des dux (Herzog) Drogo († 708), des ältesten Bruders von Karl Martell und ein Ururenkel von Arnulf von Metz. Seine Priesterweihe war zwischen 713 und 715.

## Leben und Wirken
Nach 719 wurde er Bischof von Lisieux, Bischof von Avranches, Abt von Fontenelle, Abt von Saint-Denis, nach 720 wurde er Erzbischof von Rouen und leitete gleichzeitig Diözesen von Paris und Bayeux, sowie die Abteien Fontenelle und Jumièges.
Im Jahr 715 wird er neben seinen Geschwistern, seinem älteren Bruder, dem dux Arnulf († nach 723), und den beiden jüngeren, Pippin und Gottfried, als sacerdos, Priester, bezeugt. Wenig später ist er Abt von Jumièges am Unterlauf der Seine, und schließlich nach 719 Bischof von Paris, Bischof von Rouen und Bischof von Bayeux.
Hugo ist im Zusammenspiel der Machtübernahme der Arnulfinger (der späteren Karolinger) im Frankenreich derjenige, der die kirchliche Seite abdeckt.
Er starb am 9. April 730 in der Abtei zu Jumièges mit etwa 40 Jahren als Abt von Jumièges in Jumièges und wurde dort auch beigesetzt.